# نيكولاس سوندرز
نيكولاس سوندرز (بالإنجليزية: Nicholas Saunders)‏ هو طبيب أسترالي، ولد في 26 يونيو 1946.